# El baile de San Antonio de la Florida
El baile de San Antonio de la Florida o Baile a orillas del Manzanares es un cartón para tapiz pintado por Francisco de Goya para el comedor de los Príncipes de Asturias en El Pardo. El encargo fue hecho a Goya en 1776 y lo entregó al año siguiente. Cobró 8000 reales por la pieza. Ingresó en la colección del Museo del Prado en 1870 y se mantiene en la pinacoteca hasta la fecha.

## Análisis
En esta obra puede apreciarse aún la huella de Mengs y Bayeu, que supervisan todavía los cartones del joven Goya. El aragonés describe al cuadro como «dos majos y dos majas que bailan seguidillas». En un segundo término se observa músicos, un militar y otra maja. Al fondo y apenas visible se vislumbra la iglesia de San Francisco el Grande. Presenta gran luz y colorido, pese a estar bajo la fuerte supervisión de Mengs. La zona de la ribera donde se desarrolla la acción será donde años más tarde Goya adquiera su Quinta del Sordo.
El hecho de que la composición forme un círculo abierto permite intuir que el artista quiere introducir al espectador al baile. Los hombres llevan vestidos de cortesanos y las mujeres de majas. Ello responde al interés casi obsesivo de Goya por la mezcla de clases sociales, que era difícil de conseguir en la realidad, pero que él lograba con asombrosa maestría en sus composiciones. El empleo de colores vivos permite afirmar que se trata de una pieza de carácter lúdico, al igual que muchos cartones para tapices. Un hombre en segundo plano toca música y reposa, mientras que una de las mujeres danzantes refleja el interés de Goya por captar la importancia del tema en lugar de un rostro expresivo.
Goya entregó la composición, encargada en octubre de 1776, el 3 de marzo de 1777. Las damas que vestían de manolas para sus fiestas pertenecían muchas veces a la aristocracia, esa que desdeñó los temas mitológicos por diversiones campestres. Es una escena viva y que permite afirmar que los danzantes se mueven, pretendiendo escapar del lienzo. Las pinceladas son sueltas y el efecto de la luz muestra a distancia un bello paisaje.